# Altamahaw, North Carolina
Altamahaw, North Carolina (енгл. Altamahaw) насељено је место без административног статуса у америчкој савезној држави Северна Каролина.

## Демографија
По попису из 2010. године број становника је 347.
| Група             | 2000.    | 2010.       |
| Белци             | 0 (0,0%) | 321 (92,5%) |
| Афроамериканци    | 0 (0,0%) | 11 (3,2%)   |
| Азијати           | 0 (0,0%) | 0 (0,0%)    |
| Хиспаноамериканци | 0 (0,0%) | 14 (4,0%)   |
| Укупно            | 0        | 347         |